# Стилијан Петров
Стилијан Аљошев Петров (буг. Стилиян Альошев Петров; Монтана, 5. јул 1979) је бивши бугарски фудбалер, капитен Астон Виле и бугарске репрезентације.
За најбољег бугарског играча године је изабран 2003. године, док је играо за шкотски Селтик.
У марту 2012. му је дијагностикована акутна леукемија, због чега је паузирао каријеру. У мају 2013. објавио је да се повлачи из фудбала.

## Клупска каријера
Петров је почео да игра фудбал у родној Монтани, у локалном клубу ФК Монтана. Са 17 година је био примећен од стране легендарног скаута и тренера Димитра Пенева и купљен је од ЦСКА Софије. Са ЦСКА освојио је првенство Бугарске и 2 национална купа.
Петров у лето 1999. прелази у Селтик и прве сезоне већ осваја Лига куп Шкотске. Упркос срећном завршетку сезоне, Стилијан је имао проблема да се навикне на нову средину. Био је носталгичан и слабо је знао енглески језик. Свој енглески је поправио тако што је радио у камиону где су се продавали хамбургери. Наредне сезоне је играо одлично и тако постао први страни играч који је освојио награду за најбољег младог играча ШПФС.
У сезони 2002/2003. Стилијан је на 50 мечева постигао 14 голова у свим такмичењима, и то му је био лични рекорд јер је постигао највише голова у једној сезони. Исте сезоне је у Купу УЕФА стигао до финала.
За 7 година наступа у Селтику одиграо је 312 утакмица и постигао 65 голова у свим такмичењима. Освајао је првенство Шкотске 4 пута, лига куп Шкотске 3 пута.
На лето 2006. Петров прелази у Астон Вилу за 6,5 милиона фунти. Дебитовао је 10. септембра исте године против Вест Хема.
Против Дерби каунтија је 12. априла 2008. постигао гол са скоро пола терена. Тај гол је био означен као могући кандидат за „гол сезоне“.
Сезоне 2008/2009. Стилијан је изабран за најбољег играча године у Астон Вили, од стране навијача и играча.
Након одласка Мартина Лаурсена и Гарета Барија, Петров је наговештен као следећи капитен екипе.

## Репрезентативна каријера
Стилијан Петров је дебитовао за репрезентацију против Марока 23. децембра 1998.
Дана 12. октобра 2006. је хтео да оде из репрезентације, јер није хтео да Стоичков буде селектор. Међутим, 20. марта 2007. је променио одлуку и вратио се у репрезентацију. Али тада није поново био капитен, већ је то био Димитар Бербатов. Након што је Бербатов отишао из репрезентације, Стилијан је поново добио капитенску траку.
Дана 26. марта 2011. Петров је одиграо 100. меч за репрзентацију против Швајцарске.

## Трофеји
ЦСКА Софија
- Првенство Бугарске : 1
  - 1997.
- Куп Бугарске : 2
  - 1997, 1999.

Селтик
- Премијер лига Шкотске : 4
  - 2001, 2002, 2004, 2006.
- Куп Шкотске : 3
  - 2001, 2004, 2005.
- Шкотски Лига куп : 3
  - 2000, 2001, 2006.
- Куп УЕФА :
  - Финалиста : 2003.

Астон Вила
- Енглески Лига куп :
  - Финалиста : 2010.

Индивидуални трофеји
- Најбољи млади играч године ШПФЦ : 2001.
- Селтиков играч године : 2005.
- Астон Вилин играч године од стране играча : 2009, 2012.
- Астон Вилин играч године од стране навијача : 2009.
- Најбољи бугарски играч године : 2003.